# Grozniji járás

A Grozniji járás Csecsenföldön

A Grozniji járás (oroszul Грозненский район, csecsen nyelven Соьлжа-ГӀалин кӀошт) Oroszország egyik járása Csecsenföldön. Székhelye Groznij.

## Népesség
- 1989-ben 99 880 lakosa volt, melyből 85 982 csecsen (86,1%), 8 715 orosz (8,7%), 2 441 kumik, 1 271 ingus, 452 ukrán, 244 avar, 83 örmény, 20 nogaj.
- 2002-ben 126 940 lakosa volt, melyből 108 988 csecsen (85,9%), 12 112 orosz (9,5%), 2 745 kumik, 300 ingus, 250 ukrán, 212 avar, 92 örmény, 24 nogaj.
- 2010-ben 118 347 lakosa volt, melyből 114 434 csecsen, 3 348 kumik, 265 orosz, 63 avar, 49 ingus, 31 lak, 21 tatár stb.